# حلم المراهقة (ألبوم)
حلم المراهقة (بالإنجليزية: Teenage Dream) هو ألبوم الإستديو الثالث للمغنية الأمريكية كيتي بيري، صدر في 24 أغسطس عام 2010 عبر شركة كابيتول ريكوردز. وقد تصدر الالبوم بيلبورد 200 لأفضل الالبومات ببيع 192,000 نسخة بالأسبوع الأول ولاحقاً أخذ ثلاث شهادات بلاتينيوم من RIAA، ببيع أكثر من 2.9 مليون نسخة في الولايات المتحدة مع دخوله في قائمة 40 أفضل ألبومات لمدة ثلاث سنوات متتالية . في أكتوبر 2013 حلم المراهقة باع أكثر من 6 مليون نسخة في جميع انحاء العالم. الألبوم والأغاني المنفردة حصلت على 7 ترشيحات غرامي بفئة ألبوم السنة، أفضل ألبوم بوب، تسجيل السنة .و نجحت في الوصول خمسة أغاني منفردة إلى الرقم #1 في قائمة أفضل 100 أغنية للاسبوع وأصبح ثاني ألبوم بالعالم بعد ألبوم مايكل جاكسون سيئ (بالإنجليزية: Bad) يحصل على هذا الرقم القياسي وأستلمت جائزة سبوت لايت وهي المغنية الأنثى الوحيدة التي تملكها.

## قائمة الأغاني
| #   | عنوان                                   | المنتج                        | المدة |
| --- | --------------------------------------- | ----------------------------- | ----- |
| 1.  | "Teenage Dream"                         | دكتور لوك بيني بلانكو Martin  | 3:47  |
| 2.  | "Last Friday Night (T.G.I.F.)"          | Dr. Luke Martin               | 3:50  |
| 3.  | "فتيات كاليفورنيا" (featuring سنوب دوغ) | Dr. Luke Blanco Martin        | 3:56  |
| 4.  | "Firework"                              | ستارغيت (فريق إنتاج) ساندي في | 3:47  |
| 5.  | "Peacock"                               | StarGate                      | 3:51  |
| 6.  | "Circle the Drain"                      | Stewart كوك هاريل [a]         | 4:32  |
| 7.  | "The One That Got Away"                 | Dr. Luke Martin               | 3:47  |
| 8.  | "E.T."                                  | Dr. Luke آمو (موسيقي) Martin  | 3:26  |
| 9.  | "Who Am I Living For?"                  | Stewart Harrell [a]           | 4:08  |
| 10. | "Pearl"                                 | Wells                         | 4:07  |
| 11. | "Hummingbird Heartbeat"                 | Stewart Harrell [a]           | 3:32  |
| 12. | "Not Like the Movies"                   | Wells                         | 4:01  |

## روابط خارجية
- حلم المراهقة على موقع ميتاكريتيك (الإنجليزية)
- حلم المراهقة على موقع الموسوعة البريطانية (الإنجليزية)
- حلم المراهقة على موقع أول موفي (الإنجليزية)